# Aeropuerto de Nizhneangarsk
El Aeropuerto de Nizhneangarsk en  ruso Аэропорт Нижнеангарск, con el  código de aeropuerto de la OACI UIUN, es un aeropuerto de Rusia situado a 4 km al noreste de Nizhneangarsk y 26 km al noreste de Severobaykalsk.  Se encuentra en el extremo norte del lago Baikal.  Lo operan pequeños aviones de transporte de corta y media distancia y tiene una pista de hormigón bien mantenida.

## Aerolíneas y destinos
Estas son las siguientes aerolíneas y destinos a los que sirve el Aeropuerto Cheremshanka de Krasnoyarsk.
| Aerolíneas      | Destinos                                  |
| --------------- | ----------------------------------------- |
| Angara Airlines | Ulan-Ude                                  |
| Ayana           | Krasnoyarsk–Cheremshanka, Kyzyl, Ulan-Ude |

## Accidentes e incidentes
- El 27 de junio de 2019, el vuelo 200 de Angara Airlines sobrepasó la pista de aterrizaje y chocó con un edificio. Dos de las 47 personas a bordo murieron.[4]